# Julia Görges
Julia Görges (ur. 2 listopada 1988 w Bad Oldesloe) – niemiecka tenisistka, finalistka French Open 2014 w grze mieszanej, zwyciężczyni WTA Elite Trophy 2017 w grze pojedynczej.

## Kariera tenisowa
Görges to tenisistka praworęczna z oburęcznym backhandem, od 2005 roku w gronie profesjonalistek.
W zawodach cyklu ITF odniosła 6 zwycięstw singlowych i tyle samo deblowych.
Jej pierwszym tytułem na poziomie WTA Tour było zwycięstwo w 2010 roku w Bad Gastein. Rok później na kortach ziemnych wygrała turniej rangi WTA Premier w Stuttgarcie oraz doszła do półfinału w Madrycie; w obu zawodach pokonała ówczesną liderkę rankingu Caroline Wozniacki.
W 2014 roku osiągnęła finał miksta podczas French Open, grając w parze z Nenadem Zimonjiciem. W 2015 roku w rozgrywkach deblowych dotarła do półfinału Australian Open i wygrała zawody w New Haven.
Kontynuując karierę deblową, w 2016 roku awansowała do półfinałów wielkoszlemowych w Australian Open i na Wimbledonie, a w Indian Wells – do finału.
Pod koniec 2017 roku wygrała w rozgrywkach gry pojedynczej w Moskwie, a następnie w zawodach WTA Elite Trophy.
Sezon 2018 Görges rozpoczęła od zdobycia tytułu w Auckland. Następnie doszła do półfinału w Petersburgu, ćwierćfinału w Dosze, finału w Charleston oraz przedostatniej rundy na Wimbledonie i w New Haven. W październiku zwyciężyła również w Luksemburgu.
W 2019 roku obroniła tytuł zdobyty przed rokiem w Auckland, a także awansowała do finału zawodów w Birmingham.
W październiku 2020 roku poinformowała o zakończeniu kariery zawodowej.

## Życie prywatne
Trenowana jest przez Saschę Nensela, byłego szkoleniowca Nicolasa Kiefera. Ojcem tenisistki jest Klaus Görges, a matką Inga Görges. Oboje rodzice pracują w biurze ubezpieczeń. Ma starszą siostrą Maike. Zaczęła grać w tenisa jako sześciolatka. Za wzór tenisowy uważa Martinę Hingis. Lubi nawierzchnię twardą.

## Historia występów wielkoszlemowych
Legenda
     W, wygrany turniej
     F, przegrana w finale
     SF, przegrana w półfinale
     QF, przegrana w ćwierćfinale
     xR, przegrana w x rundzie
     Qx, przegrana w x rundzie kwalifikacji
     A, brak startu
     NH, turniej nie odbył się

### Występy w grze pojedynczej
| Australian Open        | A    | A   | A   | Q2  | 1R | 2R | 3R | 4R | 4R | 2R | 4R | 2R | 2R | 2R | 1R | 3R | 0 / 12 | 18 – 12 |  |  |  |  |  |  |  |  |
| French Open            | A    | A   | A   | Q3  | 1R | 2R | 3R | 3R | 1R | 2R | 4R | 2R | 1R | 3R | 1R | 2R | 0 / 12 | 13 – 12 |  |  |  |  |  |  |  |  |
| Wimbledon              | A    | A   | A   | 2R  | 1R | 1R | 3R | 3R | 1R | 1R | 1R | 1R | 1R | SF | 3R | NH | 0 / 12 | 12 – 12 |  |  |  |  |  |  |  |  |
| US Open                | A    | A   | 1R  | 1R  | 1R | 2R | 3R | 1R | 1R | 1R | 1R | 2R | 4R | 2R | 4R | A  | 0 / 13 | 11 – 13 |  |  |  |  |  |  |  |  |
|                        |      |     |     |     |    |    |    |    |    |    |    |    |    |    |    |    |        |         |  |  |  |  |  |  |  |  |
| Ranking na koniec roku | 1118 | 425 | 131 | 102 | 78 | 40 | 21 | 18 | 73 | 75 | 50 | 54 | 14 | 14 | 28 | –  | 0 / 49 | 54 – 49 |  |  |  |  |  |  |  |  |

### Występy w grze podwójnej
| Australian Open        | A | A   | A   | A   | A  | 1R | 3R | 2R | 2R | 2R | SF | SF | 1R | A   | A   | 2R | 0 / 9  | 14 – 9  |  |  |  |  |  |  |  |  |  |
| French Open            | A | A   | A   | A   | A  | 2R | 3R | 1R | A  | 1R | 1R | 3R | A  | A   | A   | A  | 0 / 6  | 5 – 6   |  |  |  |  |  |  |  |  |  |
| Wimbledon              | A | A   | A   | Q1  | A  | QF | 1R | 1R | QF | QF | 1R | SF | 3R | A   | A   | NH | 0 / 8  | 15 – 8  |  |  |  |  |  |  |  |  |  |
| US Open                | A | A   | A   | A   | 1R | 3R | 2R | QF | 2R | 1R | 1R | 3R | 1R | A   | 1R  | A  | 0 / 10 | 9 – 10  |  |  |  |  |  |  |  |  |  |
|                        |   |     |     |     |    |    |    |    |    |    |    |    |    |     |     |    |        |         |  |  |  |  |  |  |  |  |  |
| Ranking na koniec roku | – | 569 | 366 | 266 | 68 | 36 | 40 | 21 | 27 | 40 | 24 | 16 | 82 | 299 | 126 | –  | 0 / 33 | 43 – 33 |  |  |  |  |  |  |  |  |  |

### Występy w grze mieszanej
| Australian Open | A | A | A | A | A | A  | A | A  | A  | QF | A  | A | A | A | A | A  | 0 / 1 | 2 – 1  |  |  |  |  |  |  |  |  |  |
| French Open     | A | A | A | A | A | A  | A | A  | A  | F  | A  | A | A | A | A | NH | 0 / 1 | 4 – 1  |  |  |  |  |  |  |  |  |  |
| Wimbledon       | A | A | A | A | A | 1R | A | QF | 2R | A  | A  | A | A | A | A | NH | 0 / 3 | 3 – 3  |  |  |  |  |  |  |  |  |  |
| US Open         | A | A | A | A | A | A  | A | 1R | 1R | 1R | 2R | A | A | A | A | NH | 0 / 4 | 1 – 4  |  |  |  |  |  |  |  |  |  |
|                 |   |   |   |   |   |    |   |    |    |    |    |   |   |   |   |    |       |        |  |  |  |  |  |  |  |  |  |
|                 |   |   |   |   |   |    |   |    |    |    |    |   |   |   |   |    | 0 / 9 | 10 – 9 |  |  |  |  |  |  |  |  |  |

## Finały turniejów WTA
| Legenda                     | Legenda |
| --------------------------- | ------- |
| Wielki Szlem                |         |
| Igrzyska olimpijskie        |         |
| WTA Tour Championships      |         |
| WTA Elite Trophy            |         |
| 2009 – 2020                 |         |
| WTA Premier Mandatory       |         |
| WTA Premier 5               |         |
| WTA Premier                 |         |
| WTA International Series    |         |
| WTA 125K series (2012–2020) |         |

### Gra pojedyncza 17 (7–10)
| Końcowy wynik | Nr  | Data                 | Turniej     | Nawierzchnia   | Przeciwniczka        | Wynik finału     |
| ------------- | --- | -------------------- | ----------- | -------------- | -------------------- | ---------------- |
| Zwyciężczyni  | 1.  | 25 lipca 2010        | Bad Gastein | Ceglana        | Timea Bacsinszky     | 6:1, 6:4         |
| Finalistka    | 1.  | 24 października 2010 | Luksemburg  | Twarda (hala)  | Roberta Vinci        | 3:6, 4:6         |
| Zwyciężczyni  | 2.  | 24 kwietnia 2011     | Stuttgart   | Ceglana (hala) | Caroline Wozniacki   | 7:6(3), 6:3      |
| Finalistka    | 2.  | 25 lutego 2012       | Dubaj       | Twarda         | Agnieszka Radwańska  | 5:7, 4:6         |
| Finalistka    | 3.  | 14 października 2012 | Linz        | Twarda (hala)  | Wiktoryja Azaranka   | 3:6, 4:6         |
| Finalistka    | 4.  | 9 stycznia 2016      | Auckland    | Twarda         | Sloane Stephens      | 5:7, 2:6         |
| Finalistka    | 5.  | 25 czerwca 2017      | Santa Ponça | Trawiasta      | Anastasija Sevastova | 4:6, 6:3, 3:6    |
| Finalistka    | 6.  | 23 lipca 2017        | Bukareszt   | Ceglana        | Irina-Camelia Begu   | 3:6, 5:7         |
| Finalistka    | 7.  | 6 sierpnia 2017      | Waszyngton  | Twarda         | Jekatierina Makarowa | 6:3, 6:7(2), 0:6 |
| Zwyciężczyni  | 3.  | 21 października 2017 | Moskwa      | Twarda (hala)  | Darja Kasatkina      | 6:1, 6:2         |
| Zwyciężczyni  | 4.  | 5 listopada 2017     | Zhuhai      | Twarda (hala)  | Coco Vandeweghe      | 7:5, 6:1         |
| Zwyciężczyni  | 5.  | 7 stycznia 2018      | Auckland    | Twarda         | Caroline Wozniacki   | 6:4, 7:6(4)      |
| Finalistka    | 8.  | 8 kwietnia 2018      | Charleston  | Ceglana        | Kiki Bertens         | 2:6, 1:6         |
| Zwyciężczyni  | 6.  | 20 października 2018 | Luksemburg  | Twarda (hala)  | Belinda Bencic       | 6:4, 7:5         |
| Zwyciężczyni  | 7.  | 6 stycznia 2019      | Auckland    | Twarda         | Bianca Andreescu     | 2:6, 7:5, 6:1    |
| Finalistka    | 9.  | 23 czerwca 2019      | Birmingham  | Trawiasta      | Ashleigh Barty       | 3:6, 5:7         |
| Finalistka    | 10. | 20 października 2019 | Luksemburg  | Twarda (hala)  | Jeļena Ostapenko     | 4:6, 1:6         |

### Gra podwójna 17 (5–12)
| Końcowy wynik | Nr  | Data                 | Turniej      | Nawierzchnia    | Partnerka                  | Przeciwniczki                             | Wynik finału      |
| ------------- | --- | -------------------- | ------------ | --------------- | -------------------------- | ----------------------------------------- | ----------------- |
| Zwyciężczyni  | 1.  | 20 lipca 2009        | Portorož     | Twarda          | Vladimíra Uhlířová         | Camille Pin Klára Zakopalová              | 6:4, 6:2          |
| Finalistka    | 1.  | 27 lipca 2009        | Stambuł      | Twarda          | Patty Schnyder             | Lucie Hradecká Renata Voráčová            | 6:2, 3:6, 10–12   |
| Finalistka    | 2.  | 12 czerwca 2010      | Palermo      | Ceglana         | Jill Craybas               | Alberta Brianti Sara Errani               | 4:6, 1:6          |
| Zwyciężczyni  | 2.  | 2 sierpnia 2010      | Kopenhaga    | Twarda          | Anna-Lena Grönefeld        | Witalija Djaczenko Tacciana Puczak        | 6:4, 6:4          |
| Zwyciężczyni  | 3.  | 26 września 2010     | Seul         | Twarda          | Polona Hercog              | Natalie Grandin Vladimíra Uhlířová        | 6:3, 6:4          |
| Finalistka    | 3.  | 17 lipca 2011        | Bad Gastein  | Ceglana         | Jarmila Gajdošová          | Eva Birnerová Lucie Hradecká              | 6:4, 2:6, 10–12   |
| Finalistka    | 4.  | 16 października 2011 | Linz         | Twarda (hala)   | Anna-Lena Grönefeld        | Marina Erakovic Jelena Wiesnina           | 5:7, 1:6          |
| Finalistka    | 5.  | 7 stycznia 2012      | Auckland     | Twarda          | Flavia Pennetta            | Andrea Hlaváčková Lucie Hradecká          | 7:6(2), 2:6, 7–10 |
| Finalistka    | 6.  | 29 kwietnia 2012     | Stuttgart    | Ceglana (hala)  | Anna-Lena Grönefeld        | Iveta Benešová Barbora Záhlavová-Strýcová | 4:6, 5:7          |
| Zwyciężczyni  | 4.  | 29 kwietnia 2012     | Bad Gastein  | Ceglana         | Jill Craybas               | Anna-Lena Grönefeld Petra Martić          | 6:7(4), 6:4, 11–9 |
| Finalistka    | 7.  | 14 października 2012 | Linz         | Twarda (hala)   | Barbora Záhlavová-Strýcová | Anna-Lena Grönefeld Květa Peschke         | 4:6, 5:7          |
| Finalistka    | 9.  | 5 stycznia 2013      | Auckland     | Twarda          | Jarosława Szwiedowa        | Cara Black Anastasija Rodionowa           | 6:2, 2:6, 5–10    |
| Finalistka    | 10. | 29 lipca 2013        | Stanford     | Twarda          | Darija Jurak               | Raquel Kops-Jones Abigail Spears          | 2:6, 6:7(4)       |
| Finalistka    | 11. | 14 września 2014     | Québec       | Dywanowa (hala) | Andrea Hlaváčková          | Lucie Hradecká Mirjana Lučić-Baroni       | 3:6, 6:7(8)       |
| Zwyciężczyni  | 5.  | 29 sierpnia 2015     | New Haven    | Twarda          | Lucie Hradecká             | Chuang Chia-jung Liang Chen               | 6:3, 6:1          |
| Finalistka    | 12. | 20 marca 2016        | Indian Wells | Twarda          | Karolína Plíšková          | Bethanie Mattek-Sands Coco Vandeweghe     | 6:4, 4:6, 6–10    |

### Gra mieszana 1 (0–1)
| Końcowy wynik | Nr | Data           | Turniej     | Nawierzchnia | Partner        | Przeciwnicy                           | Wynik finału   |
| ------------- | -- | -------------- | ----------- | ------------ | -------------- | ------------------------------------- | -------------- |
| Finalistka    | 1. | 5 czerwca 2014 | French Open | Ceglana      | Nenad Zimonjić | Anna-Lena Grönefeld Jean-Julien Rojer | 6:4, 2:6, 7–10 |

## Występy w Turnieju Mistrzyń

### W grze podwójnej
| Rok  | Rezultat    | Partnerka         | Przeciwniczki                       | Wynik    |
| 2016 | Ćwierćfinał | Karolína Plíšková | Caroline Garcia Kristina Mladenovic | 4:6, 2:6 |

## Występy w Turnieju WTA Elite Trophy

### W grze pojedynczej
| Rok  | Rezultat                                 | Przeciwniczka                            | Wynik                                    |
| 2017 | Zwycięstwo                               | Coco Vandeweghe                          | 7:5, 6:1                                 |
| 2018 | Półfinał                                 | Ashleigh Barty                           | 6:4, 3:6, 2:6                            |
| 2019 | zrezygnowała ze startu mimo kwalifikacji | zrezygnowała ze startu mimo kwalifikacji | zrezygnowała ze startu mimo kwalifikacji |